# Josef Alan
Josef Alan (* 18. März 1938 in Zlín) ist ein ehemaliger tschechoslowakischer Soziologe und Philosoph. Während der Normalisierung nach 1969 bewegte er sich in Dissidentenkreisen und war an der Verbreitung von Samizdat beteiligt.

## Leben
Josef Alan studierte Geschichte und Philosophie an der Masaryk-Universität in Brünn (bis 1961) und nahm auch an einem postgraduellen Studium der Ästhetik an der Karls-Universität in Prag teil. 1966–1969 arbeitete er am Ústav sociálně politických věd UK (Institut der sozialpolitischen Wissenschaften der Karlsuniversität) bis zu seiner Auflösung 1969. Ende der 1960er Jahre war er Mitglied des Forschungsteams von Pavel Machonin, das zu den Vorbereitern des Prager Frühlings zählte. Ende der 1980er Jahre, noch während der Normalisierungsphase des kommunistischen Regimes, gab er (mit Miloslav Petrusek) die Samizdat-Zeitschrift Sociologický obzor (der Soziologe Nešpor schreibt über sie „wahrscheinlich die einzige soziologische Samizdat-Fachzeitschrift der Welt“). Bereits hier setzte er sich auch mit der Problematik des Stalinismus auseinander (so in Aufsätzen wie „Stalinovo dědictví“ [Stalins Erbe] oder „Děti doby Stalinovy“ [Kinder der Stalinzeit]). Nach 1989 arbeitete er als Direktor des wiederbelebten Instituts, redigierte die Zeitschrift S-Obzor (1992–95, Folgezeitschrift der Samizdat-Ausgaben).
Nach dem Zusammenbruch des Regimes 1989 kam es unter Alans Federführung in den Jahren 1990–1993 zum Versuch, das frühere Institut Ústav sociálně politických věd UK neu zu beleben. Mangels finanzieller Mittel scheiterte dies jedoch.
In den 1990er Jahren widmete sich Alan immer stärker der Soziologie der Kultur und Kunst. Er startete ein Projekt über die Geschichte, Soziologie, Kulturanthropologie und Ästhetik der tschechischen alternativen Kultur in den Jahren 1945–1989; dem 2001 erschienenem Sammelband (Alternativní kultura...) ging eine mehrteilige Filmdokumentation voraus. Die Soziologin Marketa Spiritova beschäftigt sich mit den gleichen Phänomenen der damaligen Zeit (Flucht ins Private und die „Gegenwelt“ des intellektuellen Dissens einschließlich der regen Samizdat-Bewegung) und zieht ähnliche Schlussfolgerungen wie Alan, sie polemisiert lediglich etwas mit dem von Alan verwendeten Begriff „alternativ“  und meint, „parallel“ wäre angebrachter (und auch die durch die damalige Opposition ins Spiel gebrachten Begriffe „zweite Kultur“, „unabhängige Kultur“ finden bei ihr keinen Zuspruch).

## Werke (Auswahl)
- Společnost, vzdělání, jedinec: Kapitoly ze sociologie vzdělání, Svoboda, Praha 1974
- Systémové prognózovanie, Československý výskumný ústav práce a sociálnych vecí, Bratislava 1976 (mit F. Gál)
- Budúcnosť vo svetle prognostiky alebo čo vieme či nevieme o budúcnosti, Smena, Bratislava 1983 (mit F. Gál)
- Etapy života očima sociologie, Panorama, Praha 1989
- Sociologie, literatura a politika: Literatura jako sociologické sdělení, Karolinum, Praha 1996 (mit M. Petrusek)
- Alternativní kultura: příběh české společnosti 1945–1989, Sammelband, hrsg. und eingeleitet von Josef Alan, NLN, Prag 2001, 610 Seiten (bebildert und mit CD-ROM)